# Federazione Italiana Tiro Dinamico Sportivo
La Federazione Italiana Tiro Dinamico Sportivo (FITDS) è un organismo sportivo facente parte delle discipline sportive associate al CONI dal 19 maggio 2010. La FITDS si occupa di promuovere tutte le iniziative al fine di incrementare e diffondere il tiro dinamico sportivo (conosciuto anche come IPSC Shooting) in Italia, sostenendo le società affiliate e curando la preparazione tecnico-atletica per tutte le competizioni internazionali.

## Storia
Nel 1992 a Milano nasce l'Associazione Italiana Tiro Dinamico Sportivo (AITDS), fondata da Carlo Nelson Fiocchi, Silvano Mignardi, Alfonso Giambelli e Franco Gussalli Beretta; quest'ultimo ne assume la presidenza. Nello stesso anno l'associazione ottiene un terzo posto con la squadra nazionale agli europei di Barcellona e il titolo di campione europeo con il tiratore della polizia di stato Vittorio Filipponi nella categoria delle armi di serie. Nel 1996 l'associazione cambia denominazione a seguito di una variazione dello statuto prendendo il nome di Federazione Italiana Tiro Dinamico Sportivo (FITDS). Durante la presidenza Beretta la federazione raggiunge numerosi successi in ambito nazionale e internazionale, fino a raggiungere il quinto posto tra le federazioni di tiro dinamico sportivo più importanti al mondo. Nel 2010 Gavino Mura viene eletto nuovo presidente della federazione, il 19 maggio 2010 il CONI riconosce la federazione come propria disciplina associata per la realizzazione di interessi istituzionali dell'attività sportiva. Negli anni successivi la federazione raggiunse prestigiosi risultati sportivi e nel 2013 il presidente Gavino Mura riceve da parte del CONI la stella d'argento al merito sportivo. Nel 2017 venne eletto alla presidenza Antonio Perrone. Nel 2018 la federazione conta 122 associazioni sportive dilettantistiche affiliate, distribuite lungo il territorio nazionale. Nel 2020 è stato eletto alla presidenza Roberto Santucci.

## Organigramma della federazione
Gli organi della federazione si dividono in:
Organi nazionali
1. Assemblea nazionale generale;
2. Consiglio federale;
3. Presidente federale;
4. Collegio dei revisori dei conti;
5. Segretario generale;
6. Delegati Regionali;
7. Procuratore federale;
8. Commissione federale di garanzia, se istituita;
9. Ufficio del procuratore federale;

Organi di giustizia
1. Giudice sportivo nazionale;
2. Giudici sportivi territoriali;
3. Corte sportiva di appello, se attivata;
4. Tribunale federale;
5. Corte federale di appello;

## Medaglie al merito sportivo rilasciate dalla FITDS
| Atleta           | Medaglia | Data |
| Mario Rillo      | Argento  | 1995 |
| Samuele Donatoni | Oro      | 1998 |
| Andrea Gavazzeni | Argento  | 2006 |
| Marco Boraschi   | Oro      | 2006 |
| Alessandro Cirla | Oro      | 2006 |

## Classi di merito
Le classi dei tiratori si suddividono in:
- Classe Gran Master da 95% a 100%
- Classe Master da 85% a 94,99%
- Classe A da 75% a 84.99%
- Classe B da 60% a 74.99%
- Classe C da 40% a 59.99%
- Classe D da 0% a 39.99%

La classificazione acquisita dal tiratore nella divisione nella quale ha gareggiato, non potrà essere abbassata a meno che, il tiratore non faccia richiesta alla federazione, giustificandone il motivo.